# Inge Gampl
Inge Gampl (geborene Ingeborg Schmerscheider, 27. Juni 1929 in Berlin; gestorben 18. Dezember 2018) war eine österreichische Juristin und Autorin von Kriminalromanen.

## Leben
Die Nichte der Valérie von Martens übersiedelte 1937 mit ihrer Familie nach Wien, studierte Rechtswissenschaften und erwarb 1952 das Doktorat. 1960 habilitierte sie sich bei Willibald Plöchl im Fach Kirchenrecht, 1972 wurde sie ao. Univ.-Prof. für Kirchenrecht und Staatskirchenrecht an der Universität Wien, 1981 o. Univ.-Prof. Von 1990 bis 1991 war sie Dekanin der Rechtswissenschaftlichen Fakultät der Universität Wien. 1993 wurde sie emeritiert.
Ungeachtet zahlreicher wissenschaftlicher Publikationen, vor allem im Bereich des Staatskirchenrechts, verleugnete Inge Gampl nie ihre Neigung zur Literatur und zur leichten Muse. Seit Oktober 1993 im Ruhestand, pflegte sie seither mit Vorliebe das Genre Kriminalroman, verfasste aber auch Theaterstücke und Chansons. Die seit 1953 verheiratete Mutter zweier Töchter war Mitglied bei der IG Autorinnen Autoren, im österreichischen P.E.N.-Club und bei den Sisters in Crime.

## Auszeichnungen
- 1966: Kardinal-Innitzer-Preis